# 宮本惠美子
宮本惠美子（本名：寺山惠美子，1937年5月10日—2023年12月7日），是日本在1960年代有東洋魔女之稱的日本國家排球隊成員，曾在1964年東京奧運會與隊員奪得奧運排球項目金牌。和歌山縣出身，曾在電視劇《排球女將》擔任演員的排球技術指導。
1. ↑  .   [2023-12-11]. （原始内容存档于2023-12-10）.
2. ↑  武田薫. . 朝日新聞社. 2008: pp.201–205. ISBN 978-4-02-259938-4 （日语）.